# Haute Matsiatra
Pour l’article homonyme, voir Matsiatra.
Haute Matsiatra (ou Matsiatra Ambony) est une des 23 régions de Madagascar. Elle fait partie de la province de Fianarantsoa et son chef-lieu est Fianarantsoa. Son nom vient de celui de sa principale rivière, la Matsiatra.

## Géographie
La région constitue la partie méridionale des hautes terres centrales de Madagascar. Le relief de la région est plus accidenté dans sa partie orientale tandis que la partie occidentale est formée de vastes pénéplaines. Le massif d'Andringitra qui culmine au Pic Boby à 2 658 mètres limite la région au Sud.
La population de la région est estimée à environ 1 199 183 habitants en 2013, sur une surface de 23 034 km2.
|                  | Amoron'i Mania  | Vatovavy          |
| Atsimo-Andrefana | Haute Matsiatra | Fitovinany        |
|                  | Ihorombe        | Atsimo-Atsinanana |

## Administration
La région est divisée en sept districts :

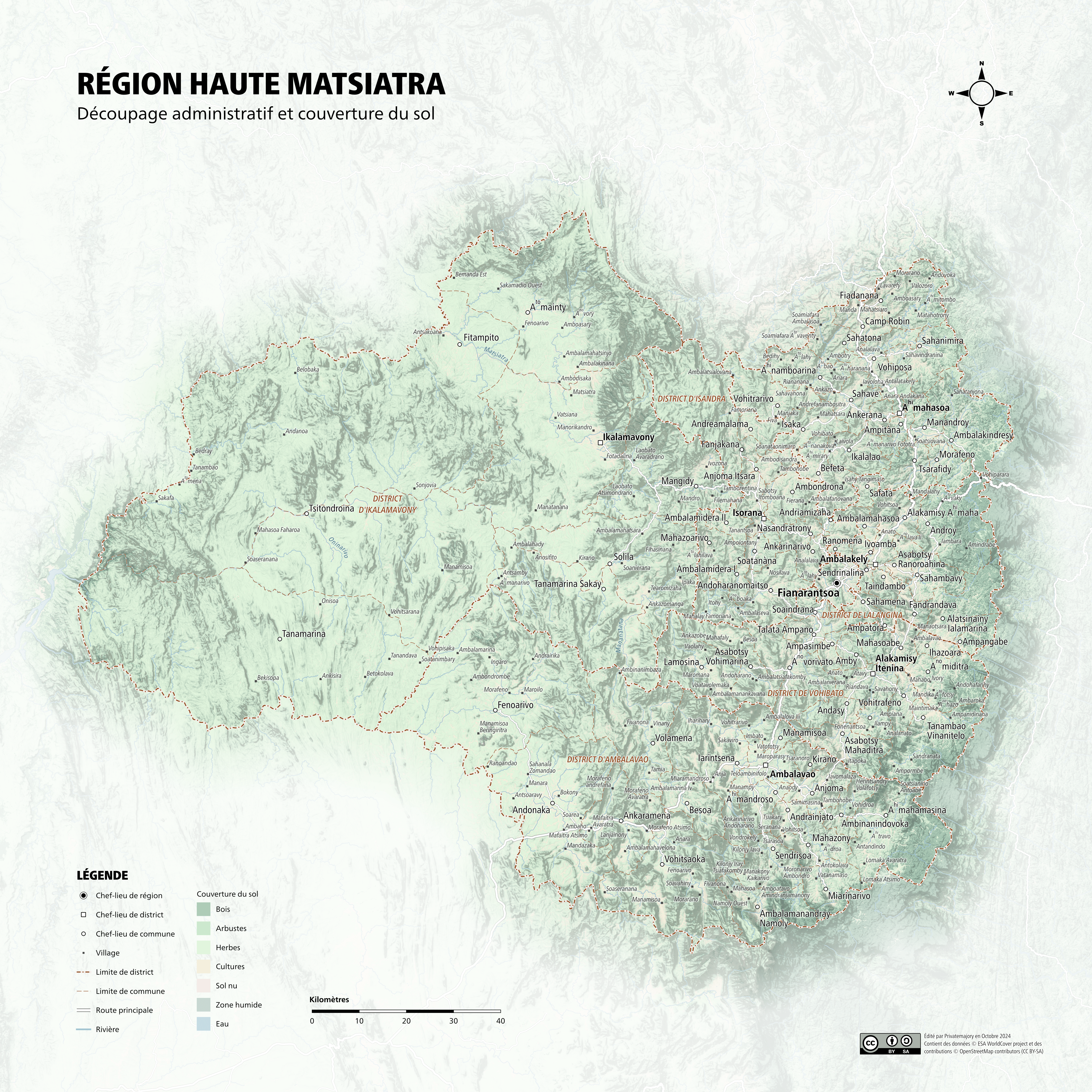
Carte du découpage administratif de la région Haute Matsiatra

- District d'Ambalavao
- District d'Ambohimahasoa
- District de Fianarantsoa
- District d'Ikalamavony
- District d'Isandra
- District de Lalangina
- District de Vohibato

## Patrimoine naturel
La région abrite deux parcs nationaux: le parc national de Ranomafana qu'elle partage avec la région Vatovavy, et le parc national d'Andringitra dans l'extrême sud.